# 춘성교육도서관
춘성교육도서관은 대한민국 강원특별자치도 춘천시 신북읍 소재의 도서관이다.

## 연혁
- 1990.10.10 춘성군 공공도서관 설치조례 공포
- 1991.10.12 춘성군 공공도서관 준공
- 1991.11.02 춘성군도서관 개관
- 1992.03.26 조례개정에 따라 춘성도서관으로 명칭변경
- 2000.10.04 전자정보실 개실
- 2002.02.20 지역평생학습관 지정(강원도교육청)
- 2004.02.10 디지털자료실 개실
- 2005.09.08 평생학습 강의실 신축 (지상2층)
- 2010.05.21 도서관 주차장 준공
- 2013.03.01 춘성교육도서관으로 명칭변경
- 2016.03.01 춘천교육문화관 춘성분관으로 조직개편 (강원도교육규칙 제738호 2016.2.29.전부개정)

## 시설현황
- 학습실, 종합자료실, 디지털자료실, 문화교실, 보존서고, 행정실

## 이용 안내
종합자료실
- 평일: 09:00~19:00
- 토/일요일: 09:00~18:00

디지털자료실
- 평일: 09:00~18:00
- 토/일요일: 09:00~18:00

열람실
- 평일: 08:00~23:00
- 토/일요일: 08:00~23:00

휴관일
- 매주 월요일, 정부가 정한 공휴일(다만, 일요일은 개관하되 다른 공휴일과 일요일이 겹칠때는 휴관), 기타 관장이 임시로 정한날